# Billaea
Billaea – rodzaj muchówek z rodziny rączycowatych (Tachinidae).

## Wybrane gatunki
- Billaea adelpha (Loew, 1873)[5]
- Billaea atkinsoni (Baranov, 1934)[4]
- Billaea biserialis (Portshinsky, 1881)[5]
- Billaea claripalpis (Wulp, 1895)
- Billaea fortis (Róndani, 1862)[4][5]
- Billaea intermedia (Portshinsky, 1881)[5]
- Billaea interrupta (Curran, 1929)[1]
- Billaea irrorata (Meigen, 1826)[5]
- Billaea kolomyetzi Mesnil, 1970[4][5]
- Billaea lata (Macquart, 1849)[5]
- Billaea maritima (Schiner, 1862)[5]
- Billaea marmorata (Meigen, 1838)[5]
- Billaea monohammi (Townsend, 1912)[1]
- Billaea montana (West, 1924)[1]
- Billaea morosa Mesnil, 1963[4]
- Billaea nipigonensis Curran, 1926[1]
- Billaea pectinata (Meigen, 1826)[5]
- Billaea quadrinota Kolomiets, 1966[5]
- Billaea rutilans (Fabricius, 1781)[1]
- Billaea satisfacta (West, 1925)[1]
- Billaea sibleyi (West, 1925)[1]
- Billaea steini (Brauer & von Bergenstamm, 1891)[5]
- Billaea triangulifera (Zetterstedt, 1844)[4][5]
- Billaea trivittata (Curran, 1929)[1]